# Zaginięcie (powieść)
Zaginięcie – polski thriller prawniczy autorstwa Remigiusza Mroza wydana nakładem wydawnictwa Czwarta Strona w 2015 roku. Powieść jest drugą częścią serii Joanna Chyłka, skąd funkcjonuje także pod tytułem Chyłka. Zaginięcie.
Na podstawie powieści została nakręcona pierwsza seria serialu Chyłka wyprodukowanego przez TVN, emitowana jako Chyłka – Zaginięcie.

## Fabuła
Trzyletnia dziewczynka, Nikola Szlezyngier, znika z domku letniskowego należącego do jej bogatych rodziców – Angeliki i Dawida Szlezyngierów. Śledczy nie odnajdują żadnych poszlak świadczących o porwaniu i podejrzewają to, że dziecko nie żyje. Sprawą zajmują się doświadczona prawniczka, mecenas Joanna Chyłka, oraz jej aplikant Kordian Oryński. Podejmują się oni obrony w sądzie rodziców dziecka, którym prokurator stawia zarzuty zabójstwa dziecka.